# Joseph von Wrede
Joseph Freiherr von Wrede-Melschede (* 30. Januar 1896 in Waldhof; † 8. Dezember 1981 in Warburg) war ein deutscher Kommunalpolitiker und Landrat (CDU).

## Leben und Beruf
Nach dem Besuch der Volksschule und des Gymnasiums studierte Wrede von 1921 bis 1925 Forstwirtschaft an der Forstakademie in Hannoversch Münden und in München mit dem Abschluss als Dipl.-Forstwirt. Während des Zweiten Weltkrieges war er Reserveoffizier des Reiterregiments Nr. 15 in Schloss Neuhaus, wo er als Rittmeister (Hauptmann), später Major, eingezogen wurde und als Kommandeur den „Heimatpferdepark“ übernahm.
Von 1951 bis 1971 bewirtschaftete er den Familienbesitz, der aus dem ehemaligen Kloster Willebadessen und den zugehörigen Ländereien und Wäldern bestand.
Er war verheiratet und hatte fünf Kinder.

## Öffentliche Ämter
1954 bis 1969 gehörte er dem Kreistag des ehemaligen Kreises Warburg an und war vom 14. November 1956 bis zum 25. November 1969 Landrat des Kreises.
Ferner war er Mitglied im Gemeinderat der Gemeinde Willebadessen.

## Auszeichnungen
- Eisernes Kreuz I. und II. Klasse
- Bundesverdienstkreuz I. Klasse (7. März 1966)